# 22757 Klimcak
22757 Klimcak este un asteroid din centura principală de asteroizi.

## Descriere
22757 Klimcak este un asteroid din centura principală de asteroizi. A fost descoperit pe 21 noiembrie 1998 la Socorro, New Mexico, în cadrul proiectului LINEAR. Asteroidul prezintă o orbită caracterizată de o semiaxă mare de 2,90 ua, o excentricitate de 0,08 și o înclinație de 3,2° în raport cu ecliptica.